# Decauville-Bahn Diego Suarez–Camp d’Ambre
| Decauville-Lok der Bauart La Mignonne (Die Niedliche) |                                  |                                  |                                  |
| Streckenverlauf in Antsirane, 1912 |                                  |                                  |                                  |
| Spurweite: | 600 mm (Schmalspur)              |                                  |                                  |
| Minimaler Radius: | 40 m                             |                                  |                                  |
| Streckengeschwindigkeit: | Bergauf: 11 km/h Bergab: 30 km/h |                                  |                                  |
| Zweigleisigkeit: | Stellenweise                     |                                  |                                  |
| |                                  |                                  |                                  |
| \| \| 0 \| Antsirane \| Antsirane \| \| \| \| Bergauf: 75 min, bergab: 45 min \| \| \| \| 10 \| Tunesischer Brunnen \| Tunesischer Brunnen \| \| \| \| Bergauf: 100 min, bergab: 45 min \| \| \| \| 24 \| Sakaramy \| Sakaramy \| \| \| \| \| geplant \| \| \| 34 \| Camp d’Ambre \| geplant \| |                                  |                                  |                                  |
| Kopfbahnhof Streckenanfang (Strecke außer Betrieb) | 0                                | Antsirane                        | Antsirane                        |
| Strecke (außer Betrieb) |                                  | Bergauf: 75 min, bergab: 45 min  | Bergauf: 75 min, bergab: 45 min  |
| Bahnhof (Strecke außer Betrieb) | 10                               | Tunesischer Brunnen              | Tunesischer Brunnen              |
| Strecke (außer Betrieb) |                                  | Bergauf: 100 min, bergab: 45 min | Bergauf: 100 min, bergab: 45 min |
| Bahnhof (Strecke außer Betrieb) | 24                               | Sakaramy                         | Sakaramy                         |
| |                                  |                                  | geplant                          |
| Kopfbahnhof Streckenende, rechts und Streckenende (Strecke außer Betrieb) | 34                               | Camp d’Ambre                     | geplant                          |

Die Decauville-Bahn Diego Suarez–Camp d’Ambre war eine 24 Kilometer lange Decauville-Schmalspurbahn mit einer Spurweite von 600 mm, die in Madagaskar von Antsiranana (früher: Diego Suarez) nach Sakaramy führte.

## Bau und Streckenführung

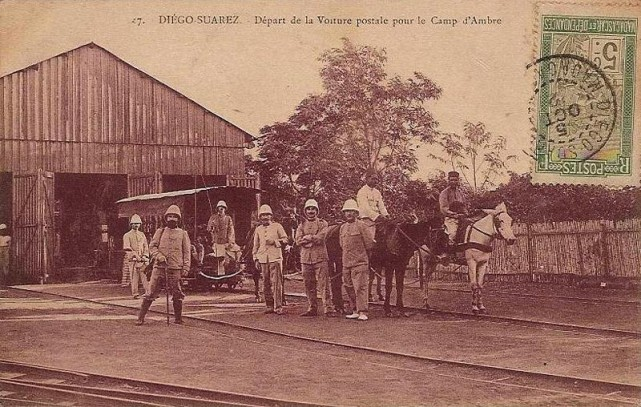
Abfahrt des Postzugs in Antsirane

Die Decauville-Schmalspurbahn mit einer Spurweite von 600 mm wurde 1900 von Antsirane (heute Antsiranana) zum Tunesischen Brunnen (Fontaine Tunisienne, bei der heutigen STAR-Fabrik gebaut). Sie begann am Hafen und führte auf der Rue Gouraud und dem Boulevard Bazeilles zum Cercle Français (heute Suarez Art) und auf dem Boulevard Militaire bergauf. Sie bog in Höhe des Camp Lubert in den Boulevard de Sakaramy. Von dort führte sie am heutigen Rathaus vorbei zu l’Octroi und dem tunesischen Brunnen. Ende 1900 wurde die Strecke vom Tunesischen Brunnen durch Antanamitara und Andranomanitra bis zur Abzweigung der heutigen Straße nach Joffreville verlängert.

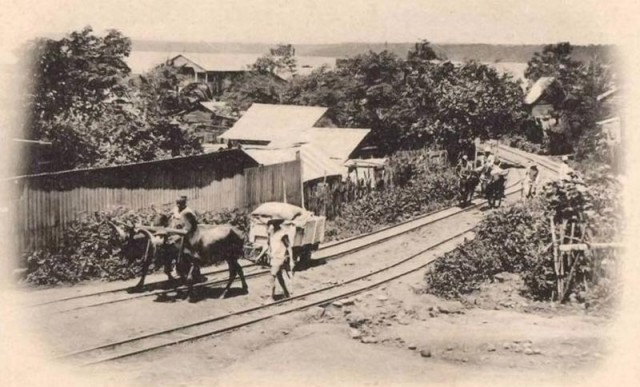
Decauville-Schienen auf dem Boulevard Bazeilles

Die von Captain Brunet entworfene Trasse folgte im Allgemeinen dem Geländeverlauf, um große Erdarbeiten zu vermeiden. An der Schlucht von Antanamitara war eine Kurve mit einem Radius von nur 40 m nötig. Auf einigen Metern wurde ein 6,30 m tiefer Einschnitt gebaut. Außerdem gab es eine diagonal über die Schlucht führende Brücke. Für den Gleisbau wurden Decauville-Schienen vom Typ Nr. 10 mit einem Metergewicht von 9,5 kg/m mit 8 Schwellen pro 5 m langem Element verwendet. Infolge von Lieferschwierigkeiten wurden stellenweise auch Schienen mit 7,5 kg/m verwendet, die später ersetzt werden sollten.

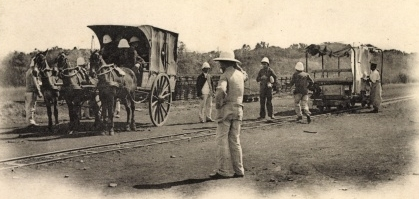
Umladen der Post in Sakaramy

Der Bau der anfangs noch 13 km langen Strecke wurde von Zivilunternehmern aus Antsirane unter der Leitung des Ingenieur-Kapitäns Fénéon durchgeführt. Zunächst enthielt die Strecke keinen Schotter, was den Einsatz einer Lokomotive ausschloss. Die mit Zugtieren betriebene Eisenbahn war zum Teil im Besitz der Militärverwaltung und zum anderen Teil in Privatbesitz. Im Hafen wurden Schienen auf den Kais verlegt, die zu verschiedenen Lagerhäusern führten. 1904 wurde die bis Sakaramy 24 Kilometer lange Strecke fertiggestellt. Die ursprünglich geplante 10 km lange Verlängerung zum Militärlager Camp d’Ambre bei Joffreville in einer Höhe von ca. 634 m über dem Meeresspiegel wurde nicht gebaut.

## Betrieb

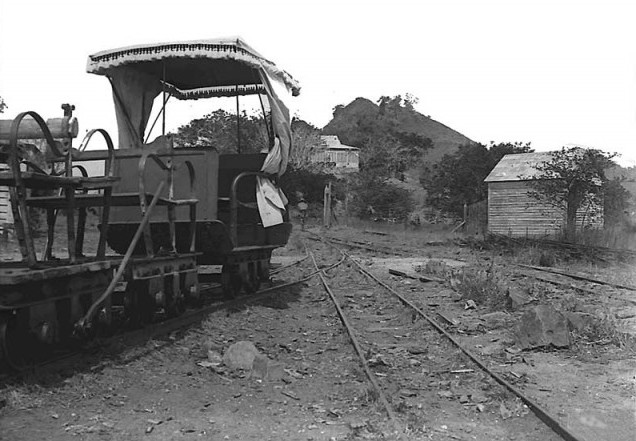
Decauville Personenwagen

Die Züge wurden anfangs von Ochsen und großen Maultieren gezogen, später im unteren Teil zwischen dem Hafen und dem Tunesischen Brunnen mit einer Dampflokomotive. Ab 1904 wurden die Zugtiere von drei Dampflokomotiven unterstützt. Für die Bergabfahrt wurden die Wagen abgekuppelt und mit zwei  unabhängig voneinander wirkenden Bremsen gebremst.
1908 wurde eine Straße von Sakramy zum Camp d’Ambre gebaut, anstatt wie ursprünglich geplant die Schmalspurbahn zu verlängern. Wegen mangelnder Wartung der Gleise und Dampflokomotiven sowie wegen Lieferschwierigkeiten von Ersatzteilen und Kohle wurde der Dampfbetrieb eingestellt, aber es verkehrten weiterhin mit Zugtieren betriebene Züge. 1911 wurden noch montags, dienstags, donnerstags und samstags Bahnfahrten durchgeführt. Während des Krieges zwischen 1914 und 1918 gab es nur noch eine Hin- und Rückfahrt pro Woche. Die Strecke wurde 1925 und 1936 zumindest abschnittsweise noch genutzt.

## Lokomotiven

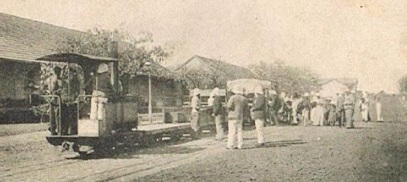
Decauville-Lokomotive der Bauart La Mignone

Mindestens drei 0-4-0T-Decauville-Dampflokomotiven, einschließlich der 3,5 t schweren N° 342/1901 wurden auf der Strecke eingesetzt. Eine der drei Lokomotiven, La Mignonne, wurde vor dem Export auf der Decauville-Bahn der Pariser Weltausstellung (1889) vorgeführt. Sie wurde nach ihrer Außerbetriebnahme nach Asien verschifft.